# 2019 LoL KeSPA컵
2019 LoL KeSPA컵 울산(LoL KeSPA Cup ULSAN 2019)은 2019년 12월 23일부터 2020년 1월 5일까지 열린 5번째 LoL KeSPA컵이다.

## 개요
- 장소 - 넥슨 아레나, KBS 울산홀
- 주최 - KeSPA
- 주관 - KBS
  - KeSPA와 울산시가 업무 협약을 체결하여 2019년과 2020년 LoL KeSPA컵 4강과 결승을 울산에서 개최하기로 하였다.

## 결과
- 우승 - 아프리카 프릭스[1]
- 준우승 - 샌드박스 게이밍
- 4강 - T1, 드래곤X
- 2라운드 8강 - 젠지 e스포츠, 한화생명 e스포츠, 담원 게이밍, 그리핀
- 1라운드 8강 - 스피어 게이밍, 브리온 블레이드, KT 롤스터, 팀 다이나믹스
- 16강 - KeG 울산, 진에어 그린윙스, KeG 울산, APK 프린스, 락헤드 플레이어즈, 아수라 게이밍, GC부산 어센션, e스포츠 커넥티드

## 논란
- KeSPA가 이번 대회를 외국어 중계하지 않기로 하여 논란이 되었다. 결국 T1과 Gen.G가 중계 비용을 부담하여 중계가 되었다.